# Schloss Hüfingen

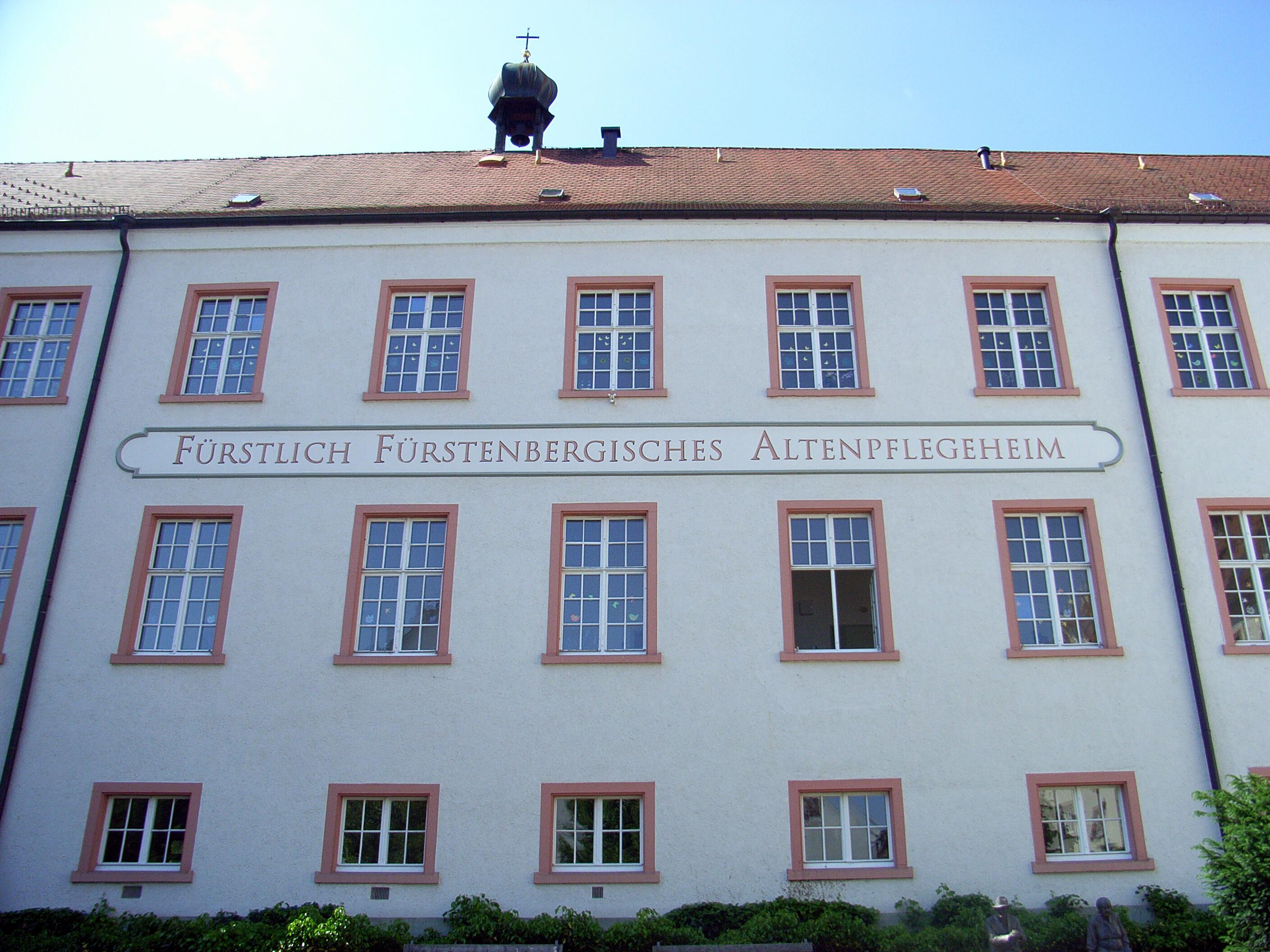
Oberes Schloss in Hüfingen, heute Altenpflegeheim

Das Schloss Hüfingen, auch Oberes Schloss, ist ein im Stil des Barock errichteter Schlosskomplex in der Stadt Hüfingen im Schwarzwald-Baar-Kreis in Baden-Württemberg. Es ist in nordöstlicher Richtung von der Hüfinger Altstadt und von südwestlicher Richtung von der vorbeifließenden Breg umgeben.

## Geschichte
Im frühen Mittelalter war der heutige Standort mit einfachen Wohnhäusern versehen, die an die Stadtmauer angebaut waren. Südwestlich davon stand das Torhaus, ein mit zwei Rundtürmen versehenes kleines Torgebäude, welches in der darüberliegenden Wohnung von dem „Torbauer“ bewohnt und bewacht wurde. Die einstigen Stadtherren wie die Ritter von Blumberg oder die späteren Herren von Schellenberg bewohnten das sogenannte „Hintere Schloss“, eine kleine mittelalterliche Stadtburg, welche im Dreißigjährigen Krieg stark zerstört wurde. Unter der Erbteilung des Hans von Schellenberg (Hans der Gelehrte) und dessen Vetter Arbogast von Schellenberg, beides damalige Stadtherren von Hüfingen, fiel das hintere Schloss an den letzteren. 1523 begann Hans von Schellenberg mit dem Bau des oberen Schlosses, das er nach der Fertigstellung als ständigen Wohnsitz nutzte. Hüfingen verblieb noch für weitere Jahrzehnte in schellenbergischem Besitz, unter anderem bei Hans II. von Schellenberg, musste aber gezwungenermaßen durch starke Verschuldung 1620 an die benachbarten Fürstenberger verkauft werden.
Unter den Fürstenbergern wurde Hüfingen zur Oberamtsstadt, das alte obere Schloss wurde aber nicht mehr bewohnt und stand jahrzehntelang leer. Erst Graf Karl-Egon von Fürstenberg-Mößkirch, der Hüfingen erbte, ließ um 1702 umfassende Pläne für das Schloss erstellen. Er wollte aus Hüfingen seine private Residenzstadt machen und benötigte hierfür noch ein repräsentatives Wohngebäude. Die eigentlichen Residenzen der Fürstenberger waren zunächst Heiligenberg, Messkirch, Stühlingen und letztlich Donaueschingen. Das alte Schloss ließ er teilweise niederreißen und neu errichten, wobei das Abbruchmaterial für den Neubau genutzt wurde. Obwohl Graf Karl-Egon den Schlossbau zu Hüfingen fast ungestüm betrieb, sollte er die Fertigstellung nicht mehr erleben. Er fiel am 14. Oktober 1702 als kaiserlicher Feldmarschallleutnant gegen die Franzosen in der Schlacht bei Friedlingen. Der Schlossbau wurde damit unterbrochen und stand einige Jahre lang still. Hüfingen fiel nach seinem Tod an seinen Bruder Froben Ferdinand, Graf und späterer Fürst zu Fürstenberg, ebenfalls aus der Linie Fürstenberg-Mößkirch. 1712 begann er wiederum mit dem völligen Abriss des unfertigen Schlosses, um seine eigene Konzeption zu realisieren. Nach dem Plan eines Franziskaners aus Meersburg ließ er das noch heute bestehende Schloss im Stil des Barock errichten. Dafür wurde auch das mittelalterliche Torhaus abgebrochen. Um Baumaterial zu beschaffen, nutzte man die alte Stadtburg, ehemaliges Schloss des Arbogast von Schellenberg, als Steinbruch. Das Schloss wurde mit neuem Torgebäude in die Stadtbefestigung miteinbezogen. Es beinhaltet den Torbau, der sich in geradliniger Achse mit der Haupt-Marktstraße verbindet, den an einen Barockgarten angrenzenden Eckbau sowie die verbreiterte Galerie und zwei mit Mansardendächern versehene Treppenhäuser. Mitglieder der Fürstenfamilie wohnten lediglich sporadisch im Schloss, meist diente es als Sitz fürstlicher Witwen, wobei diese häufig Wien bevorzugten. Schon bald stand auch das neue Schloss leer. Im 19. Jahrhundert befanden sich die Fürstlich Fürstenbergischen Sammlungen im Gebäude, später auch eine Bierwirtschaft sowie ein Atelier von Franz Xaver Reich, einem örtlichen Künstler.

## Spätere und heutige Nutzung
1870 schenkte Fürst Karl Egon III. zu Fürstenberg das Schloss dem Fürstlich Fürstenbergischen Landesspitalfond, einer von Fürst Joseph Wenzel zu Fürstenberg-Stühlingen gegründeten Stiftung. In dem Gebäude wurde nun das Fürstliche Fürstenbergische Landesspital untergebracht, eine Einrichtung für kranke und behinderte Menschen, die sich seit der Stiftungsgründung in Geisingen befand. In den Kriegsjahren wurde es mehrmals zu einem Lazarett umfunktioniert. Mitte des 20. Jahrhunderts wurde aus der Einrichtung das Fürstlich Fürstenbergische Landesheim. Es diente als Kinderheim sowie Pflegeeinrichtung. Inzwischen wurde das herrschaftliche Gebäude mehrmals saniert und im Inneren umgebaut. Heute dient es als Altenpflegeeinrichtung.